# リ・ヒャンスク
リ・ヒャンスク(李香淑)は北朝鮮のソプラノ歌手。万寿台芸術団所属。2004年にイタリアで開催された第11回ジュゼッペ・ディ・ステファノ国際コンクールにおいて特別賞を受賞している。
北朝鮮の光明音楽社よりCD「リ・ヒャンスク独唱曲集」を2枚発売している。
| スタブアイコン | サブスタブ | この項目は、まだ閲覧者の調べものの参照としては役立たない、歌手に関連した書きかけの項目です。この項目を加筆・訂正などしてくださる協力者を求めています（P:音楽/PJ:芸能人）。 |